# Бабка (фільм, 2002)
Бабка (англ. Dragonfly) — американська фентезійна мелодрама 2002 року.

## Сюжет
Після трагічної загибелі в горах Венесуели доктора Емілі Дерроу в житті її чоловіка Джо, який працював з нею в одній лікарні, починають відбуватися дивні події. Хворі діти, яких лікувала Емілі, стверджують, що вона з'являється до них у баченнях, намагаючись повідомити щось важливе. Загадкові знаки і лякаючі послання невідступно переслідують Джо, і незабаром він переконує себе, що зуміє розгадати їх таємний сенс, тільки якщо вирушити туди, де загинула його дружина.

## У ролях
| Актор                 | Роль            |
| --------------------- | --------------- |
| Кевін Костнер         | Джо Дерроу      |
| Сюзанна Томпсон       | Емілі Дерроу    |
| Джо Мортон            | Г'ю Кемпбелл    |
| Рон Ріфкін            | Чарлі Дікінсон  |
| Кеті Бейтс            | місіс Белмонт   |
| Роберт Бейлі молодший | Джеффрі Реардон |
| Джейкоб Сміт          | Бен             |
| Джей Томас            | Гел             |
| Ліза Бейнс            | Флора           |
| Метт Крейвен          | Ерік            |
| Кейсі Біггз           | Ніл Дерроу      |
| Леслі Гоуп            | Шаріс Дерроу    |
| Пітер Гансен          | Філіп Дерроу    |

## Цікаві факти
MGM закрили проєкт, тому що відмовилися виплачувати Кевіну Костнеру 15-мільйонний гонорар, враховуючи комерційні провали його фільмів. Після цього проєкт перекупила студія «Universal».